# 영탁막걸리
《영탁막걸리》는 경상북도 예천군 용궁면 소재 '(주)예천양조(2018년 설립, 대표이사 박현주)'에서 제작, 판매한 막걸리다.
미스터트롯에서 가수 영탁이, 가수 강진의 "막걸리한잔"이라는 노래를 불러 크게 히트시킨 후, 영탁의 생일에 맞춰 2020년 5월 13일 출시되었다.
한편 예천양조(주)는 '영탁'의 이름으로 상표출원을 시도하려다, 2021년 5월 특허청에서 '등록거절 결정'을 받은 바
2021년 5월 13일 계약기간 만료로 영탁과의 광고계약은 종료되었으나, 2021년 7월 (주)예천양조가 재계약 불발을 문제 삼으며 상표권 분쟁이 시작되었다. 이에 영탁은 법적 대응 의사를 밝혔고, 2021년 9월 6일 (주)예천양조에 대해 허위사실 유포 등으로 형사고소를 진행했고, '영탁'이라는 상표 관련하여 사용금지 소송을 청구하였음을 알렸다.
그 결과 (주)예천양조는 1, 2, 3심 모두 패소, 부정경쟁방지법 위반 등이 인정되어 더이상 영탁막걸리라는 상표를 쓸 수 없게 되었다. 또한 분쟁 과정에서 허위사실에 관한 명예훼손, 협박을 한 죄로 기소된 (주)예천양조 관계자들에 대한 유죄판결도 1, 2심에 이어 대법원에서 그대로 확정되었다.